# Casimir Jurkiewicz
Casimir Jurkiewiecz (né le 9 mai 1948) est un joueur de football belge d'origine polonaise. Il évoluait au poste de milieu de terrain et était surnommé Cajou par supporters du Standard de Liège.

## Biographie
Avec le Standard de Liège, il remporte la Coupe de Belgique en 1967. La saison suivante, le club participe à la Coupe des coupes, et réussit à atteindre les quarts de finale de cette compétition. À cette occasion, Jurkiewiecz inscrit un but face au club italien du Milan AC, ce qui s'avère toutefois insuffisant pour se qualifier pour les demies.

## Palmarès
- Vainqueur de la Coupe de Belgique en 1967 avec le Standard de Liège
- Finaliste de la Coupe de la Ligue Pro en 1973 avec le RFC Liège